# Leonid Fedun
Leonid Arnoldovitj Fedun (ryska: Леонид Арнольдович Федун), född 5 april 1956 i Kiev, Ukrainska SSR i Sovjetunionen, är en rysk företagsledare som är högste chef för det globala petroleumbolaget Lukoils strategiska avdelning. Han är också delägare i företaget med 9,91 procent och ledamot i koncernstyrelsen. Fedun beskrivs ofta som oligarken Vahid Äläkbärovs "högra hand". Innan han blev involverad i petroleumbolaget, arbetade han bland annat som lärare i nationalekonomi och statsvetenskap. Den amerikanska ekonomitidskriften Forbes rankar Fedun som världens 185:e rikaste med en förmögenhet på $7,7 miljarder för den 20 oktober 2018.
Han äger fotbollsklubben FK Spartak Moskva i Premjer-Liga sedan 2004, då han köpte den för $70 miljoner.
Fedun avlade en filosofie kandidat-examen vid ett av ryska arméns lärosäten för högre utbildningar, Rostovskoje Vyssjeje Komandno-Inzjenernoje Utjilisje, i Rostov.